# Котрона, Ди Джей
Дональд Джозеф (Ди Джей) Котрона (англ. Donald Joseph «D.J.» Cotrona, род. 23 мая 1980) — американский актёр.

## Биография
Котрона родился в Уоллингфорде, Коннектикут. Его мать Шерри — учительница, отец Дональд работает в перерабатывающей компании. Его предки имели в основном итальянское и польское происхождение. Учился на юриста в Северо-Восточном университете в Бостоне, но после прохождения летней стажировки понял, что ему не нравится работать с юристами. На втором курсе во время весенних каникул отправился навестить своего друга в Лос-Анджелес и не вернулся в колледж.
После нескольких гостевых эпизодических ролей Котрона рассматривался на роль Райана Этвуда в телесериале «Одинокие сердца», но роль досталась Бенджамину Маккензи. Вскоре после этого Котрона получил главную мужскую роль в другой драме телеканала Fox — «Коже», продюсируемой Джерри Брукхаймером. Котрона играл Адама Роума — сына прокурора округа Лос-Анджелес. Его герой увлекается Джуэл Голдман (Оливия Уайлд), отец которой работает в порнографической компании. Вражда их отцов, нависшая над ними, приводит их к отношениям Ромео и Джульетты. «Кожа» была закрыта после трёх эпизодов, вышедших в эфир, из-за плохих рейтингов и спорных сюжетных линий. Восемь эпизодов телесериала были показаны на кабельном телеканале SOAPnet в 2005 году.
В 2005 году Котрона появился в фильме ужасов «Болото» режиссёра Джима Гиллеспи. Также в 2006 снялся в фильме «Любовь — это наркотик».
В 2005 году Котрона вновь получил ведущую роль в телесериале канала NBC «Внезапная удача», где играл работника цветочного магазина Шона Мэтиса с тёмным прошлым, который входит в группу победителей в лотерее. Сериал был показан летом 2006 года.
Котрона получил роль Супермена в запланированном фильме Warner Bros. «Лига Справедливости: Смертные», но из-за забастовки гильдии сценаристов США и ряда других проблем производство фильма было остановлено.
В 2010 году Котрона появился в фильме «Дорогой Джон». В феврале ему досталась роль детектива Джона Стоуна в пилотном эпизоде телесериала «Детройт 187» телеканала ABC, где также снимались Майкл Империоли, Шон Мажумдер и Эрин Каммингс. Когда ABC заказал сериал, он был переименован в «Детройт 1-8-7». Его герой был убит в шестнадцатом эпизоде сериала «Stone Cold». В фильме «G.I. Joe: Бросок кобры 2» Котрона сыграл Флинта — одну из главных ролей.

## Фильмография
| Год       |   | Русское название                    | Оригинальное название             | Роль             |
| --------- | - | ----------------------------------- | --------------------------------- | ---------------- |
| 2003      | с | Закон и порядок: Специальный корпус | Law & Order: Special Victims Unit | Донован Альварес |
| 2003      | с | Кожа                                | Skin                              | Адам Роум        |
| 2004      | с | Голливудский отдел                  | Hollywood Division                | Донован Альварес |
| 2005      | ф | Болото                              | Venom                             | Шон              |
| 2006      | с | Внезапная удача                     | Windfall                          | Шон Мэтис        |
| 2006      | ф | Любовь – это наркотик               | Love is the Drug                  | Лукас Митчелл    |
| 2010      | ф | Дорогой Джон                        | Dear John                         | Нудлс            |
| 2010—2011 | с | Детройт 1-8-7                       | Detroit 1-8-7                     | Джон Стоун       |
| 2013      | ф | G.I. Joe: Бросок кобры 2            | G.I. Joe: Retaliation             | Флинт            |
| 2014—2016 | с | От заката до рассвета               | From Dusk Till Dawn: The Series   | Сет Гекко        |
| 2019      | ф | Шазам!                              | Shazam!                           | супергерой Педро |
| 2022      | ф | Шазам! 2                            | Shazam! Fury of the Gods          | супергерой Педро |